# Klinisch beeld
Het klinisch beeld is de verzameling bevindingen bij anamnese (het medisch vraaggesprek) en lichamelijk onderzoek die typerend is voor een bepaalde ziekte. Zo bestaat het klinisch beeld van een longontsteking uit de klachten hoesten en benauwdheid en koorts en afwijkende longgeluiden bij lichamelijk onderzoek.
Kennis van klinische beelden is belangrijk voor een goede diagnosestelling door een arts. Het belang ervan - en van het lichamelijk onderzoek in het bijzonder - is in de loop der jaren wel afgenomen doordat aanvullende onderzoeken zoals laboratoriumbepalingen en röntgenonderzoek steeds toegankelijker zijn geworden.
Desondanks heeft kennis van klinische beelden nog steeds een centrale rol in de diagnostiek. Een arts stelt op basis van het klinisch beeld dat hij bij patiënt vindt een waarschijnlijkheidsdiagnose, of als dit niet mogelijk is maakt hij een lijst van mogelijke diagnoses (de zogeheten differentiaaldiagnose). Op basis van de waarschijnlijkheidsdiagnose wordt gericht aanvullend onderzoek verricht om de diagnose te bevestigen of ontkrachten. 
Het verrichten van aanvullend onderzoek als er geen duidelijk klinisch beeld is of als hierover niet eerst is nagedacht, leidt tot overdiagnostiek. Dat is onwenselijk omdat dit minder kosteneffectief is en omdat onderzoeken ook bijwerkingen hebben.